# Copa Amèrica d'hoquei sobre patins masculina 2007
La primera edició de la Copa Amèrica d'hoquei patins es va disputar entre el 29 d'octubre i el 3 de novembre de 2007 a Recife (Brasil), amb les seleccions masculines de Brasil, Argentina, Catalunya, Colòmbia, Xile, Sud-àfrica i els Estats Units. Va ser el primer campionat oficial masculí en què va prendre part la selecció catalana com a membre adherit de la Confederació Sud-americana del Patí, ja que en categoria femenina ja havia disputat l'edició 2006 i la 2007. D'altra banda, la selecció de Sud-àfrica i la d'Estats Units van participar-hi en qualitat d'equips convidats per la CSP. En el cas africà, fou la primera vegada que disputava el torneig, mentre que la selecció nord-americana ho havia fet anteriorment en categoria femenina (edició 2007).
Els àrbitres que van prendre part en aquesta competició foren: Leandro Agra (Brasil), Jim Jost (Estats Units), Romario Soares (Brasil), Eduardo Díaz (Xile), Luis Antonio (Brasil) i Gerard Gorina (Catalunya).
La televisió pública catalana va retransmetre sis dels vuit partits que va disputar Catalunya. Tots ells van ser emesos en directe, i la majoria pel canal 33, a excepció de la final que va ser emesa per TV3. Els partits van ser els disputats contra Argentina (23:30h del dilluns 29), Colòmbia (23:30h del dimarts 30), Estats Units (16h del dimecres 31), Brasil (23:45h del dijous 1), Xile (23h del divendres 2) i Argentina (24h del dissabte 3).

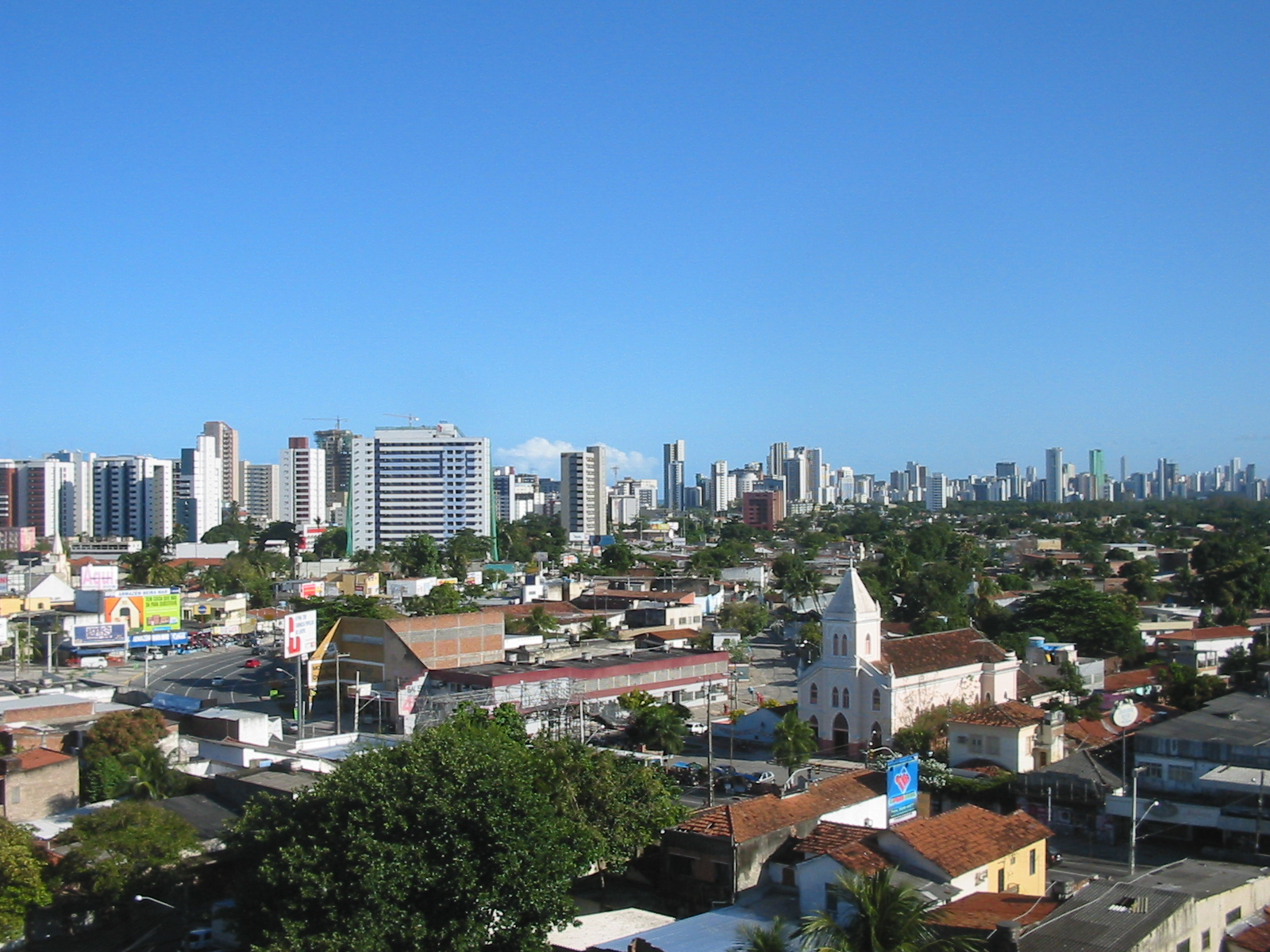
Vista de Recife (Brasil)

Durant el matí del primer dia de competició, els equips van tenir l'oportunitat de provar el Pavelló del Club Portuguès de Recife, pista on es va disputar tot el campionat. Els primers van ser els sud-africans (9h), els segons els argentins (9:15h) i els tercers els catalans (9:30h). Posteriorment, en van tenir l'oportunitat les seleccions de Xile (9:45h), Colòmbia (10h) i Estats Units (10:15h).
El dissabte 3 de novembre, la CSP va convocar una reunió extraordinària informativa per anunciar, entre altres coses, les pròximes seus de la Copa Amèrica. En categoria masculina es van fer públiques les eleccions de l'Argentina 2008, Catalunya 2010, Colòmbia 2012 i Xile 2014. En categoria femenina es va anunciar Brasil 2011, tot recordant que el 2009 se celebrarà a Colòmbia, tal com ja es va anunciar en finalitzar la Copa Amèrica femenina 2007. En aquella reunió, hi van assistir: Armando Quintanilla, president de la CSP, la vicepresident, l'equatoriana Marisol Andrade, juntament amb els delegats de l'Argentina, Colòmbia, Xile, Brasil i Catalunya, a més dels de les seleccions convidades en aquella edició de la Copa Amèrica. Paral·lelament a les designacions dels indrets per les properes competicions es va oferir la possibilitat que els Estats Units i Sud-àfrica se sumessin a la CSP com a membres adherits amb les mateixes condicions que Catalunya, és a dir, amb dret a veu però no a vot.

## Participants[1]
| Equips | Equips       |
| ------ | ------------ |
|        | Argentina    |
|        | Brasil       |
|        | Catalunya    |
|        | Colòmbia     |
|        | Estats Units |
|        | Sud-àfrica   |
|        | Xile         |

### Argentina
La selecció de l'Argentina, quatre vegades campiona del món (1978, 1984, 1995 i 1999), es va presentar com una clara aspirant a conquerir el títol després d'haver quedat en tercer lloc al Campionat del Món "A" 2007 disputat a Montreux (Suïssa). Tanmateix, el seleccionador argentí va convocar un equip ple de jugadors joves, de cara al tercer Campionat del Món sub-20 que es va disputar un mes després a Santiago de Xile (Xile).
| Dorsal | Nom               | Posició       | Equip                  |
| ------ | ----------------- | ------------- | ---------------------- |
| 1      | Gonzalo Aguirre   | porter        | Concepción Patín Club  |
| 2      | Santiago González | porter        | Ciudad de Buenos Aires |
| 3      | Javier Morilla    | defensa       | Olimpia Patín Club     |
| 4      | Lucas Escary      | defensa       | Ciudad de Buenos Aires |
| 5      | Federico Ambrosio |               |                        |
| 6      | Matías Pascual    | davanter      | Olimpia Patín Club     |
| 7      | Pablo Saavedra    | mig           | UV Trinidad            |
| 8      | Lucas Ordóñez     | davanter      | Banco Hispano          |
| 9      | Francisco Roca    | davanter      | UV Trinidad            |
| 10     | Lucas Martínez    | davanter      | Petroleros             |
|        | Daniel Cocinero   | seleccionador |                        |

### Brasil
La selecció canarinha es va prendre de bon principi aquesta competició com una oportunitat d'or per maximitzar resultats, ja que jugava a casa i va poder comptar amb el jugadors brasilers que competien a Europa. Els seus darrers resultats en competició oficial havien estat un vuitè lloc al Campionat del Món "A" 2005 i un setè al Campionat del Món "A" 2007.
| Dorsal | Nom                      | Posició       | Equip               |
| ------ | ------------------------ | ------------- | ------------------- |
| 1      | Aurélio Paludo Rieger    | porter        | Portuguès de Recife |
| 2      | Eduardo Souto            | porter        | Sport Recife        |
| 3      | L. Antonio d'Azevedo     | mig           | Sport Recife        |
| 4      | Marcelo Soares           |               | Sport Recife        |
| 5      | Jackson Nascimento       |               | Portuguès de Recife |
| 6      | Breno Vieira             | davanter      | Nautico             |
| 7      | Kleber Gembre            |               | Sertaozinho         |
| 8      | Bruno Matos              | davanter      | Candelária SC       |
| 9      | Cláudio Selva "Cacau"    | davanter      | OC Barcelos         |
| 10     | Jurandir da Silva "Didí" | davanter      | Juventude de Viana  |
|        | Leonidas Agra            | seleccionador |                     |

### Catalunya
Catalunya, sent una de les potències més importants en l'hoquei patins, era una clara aspirant al títol. Ara bé, la convocatòria d'una selecció de jugadors majoritàriament de l'OK Lliga va fer que no es convoqués un equip de primeria línia per no pertorbar aquesta lliga. La candidatura a la victòria d'aquesta edició de la Copa Amèrica estava avalada per l'obtenció del Campionat del Món "B" 2004 i la Golden Cup 2004 i 2005.
La selecció catalana es va traslladar a Recife a primera hora del matí del 28 d'octubre, liderada per Judit Martínez, cap de l'expedició de la Federació Catalana. Per Xavier Lladó i Oriol Pons aquesta competició suposava el seu debut oficial amb la selecció. La tarda del dimecres 31 d'octubre, la selecció catalana va aprofitar el seu descans en la competició per passejar i conèixer la ciutat de Recife. La tornada va finalitzar amb l'arribada dels jugadors a l'aeroport del Prat el dilluns 5 de novembre a les 10:25h. El divendres 9 de novembre, la secretària general de l'Esport, Anna Pruna, i el Conseller de la Vicepresidència del Govern, Josep-Lluís Carod-Rovira, van rebre el combinat català al Palau de la Generalitat de Catalunya.
| Dorsal | Nom              | Posició       | Equip         |
| ------ | ---------------- | ------------- | ------------- |
| 1      | Octavi Tarrés    | porter        | FC Barcelona  |
| 2      | Ivan Tibau       | davanter      | CH Lloret     |
| 3      | Miquel Masoliver | defensa       | FC Barcelona  |
| 4      | Jordi Molet      | davanter      | Reus Deportiu |
| 5      | Marc Navarro     | defensa/mig   | Igualada HC   |
| 6      | Albert Casanovas | defensa       | CP Vilanova   |
| 7      | Xavi Lladó       | defensa/mig   | Blanes HC     |
| 8      | Eloi Mitjans     | davanter      | CE Noia       |
| 9      | Jordi Carbó      | defensa       | CP Vic        |
| 10     | Oriol Pons       | porter        | CP Voltregà   |
|        | Jordi Camps      | seleccionador |               |

### Colòmbia
Després del descens consumat al Campionat del Món "A" 2007 (juntament amb els Països Baixos i Estats Units) a causa de la catorzena posició, pocs s'esperaven la participació d'aquesta selecció a la Copa. Finalment, Colòmbia va disputar el torneig amb un equip compost de joves jugadors en perspectives al Campionat del Món sub-20 2007. El resultat més destacable d'aquesta selecció en els darrers anys fou la victòria del Campionat del Món "B" 2002.
| Dorsal | Nom                | Posició       | Equip      |
| ------ | ------------------ | ------------- | ---------- |
| 1      | David Saldarriaga  | porter        |            |
| 2      | Dario Falla        | porter        | Campana HC |
| 3      | Nicolças Vasques   |               |            |
| 4      | Santiago Lizcano   |               |            |
| 5      | Raul Rigozca       |               |            |
| 6      | José Naranjo       |               |            |
| 7      | Sebastián Valencia |               |            |
| 8      | Luis Cifuentes     |               |            |
| 9      | Nelson Ponce       |               |            |
| 10     | David Bustamante   |               |            |
|        | Mauricio Semeraro  | seleccionador |            |

### Estats Units
La selecció nord-americana es va plantejar el torneig com a plataforma de promoció d'aquest esport dins del seu país i de ressò en el panorama internacional. Les seves esperances de treure bons resultats eren poques i de bon principi se la va considerar la ventafocs de la competició. El darrer resultat en competició internacional havia estat un setzè lloc al Campionat del Món "A" 2007.
| Dorsal | Nom               | Posició       | Equip                  |
| ------ | ----------------- | ------------- | ---------------------- |
| 1      | Chad Robert       | porter        | Merced Knights         |
| 2      | Chris Gibson      |               | Merced Knights         |
| 3      | Dylan Sordahl     |               | Olympia Warriors       |
| 4      | Wayne Taylor      |               | Merced Knights         |
| 5      | Nicholas Robinson |               | Merced Knights         |
| 6      | Cameron Torvik    |               |                        |
| 7      | Kevin Hayes       |               | Merced Knights         |
| 8      | Kevin Lemons      |               | Decatur Flaming Eagles |
| 9      | Collin Runnels    |               | Klamath Falls          |
| 10     | Leonard Burnett   | porter        | Merced Knights         |
|        | Donald Lloyd      | seleccionador |                        |

### Sud-àfrica
La selecció africana es va presentar com la gran desconeguda, ja que participava en l'esdeveniment en condició d'equip convidat. Tot i així, el cinquè lloc al Campionat del Món "B" 2006 l'avalava com un equip que difícilment fes nosa als favorits. La selecció sud-africana assistia a la Copa Amèrica com una prova d'aptituds de cara al Campionat del Món sub-20 2007 i el Campionat del Món "B" 2008, amb la clara voluntat d'ascendir a la primera categoria.
| Dorsal | Nom               | Posició       | Equip |
| ------ | ----------------- | ------------- | ----- |
| 1      | Claudio Araujo    |               |       |
| 2      | Nelson Mendes     |               |       |
| 3      | Sergio Araujo     |               |       |
| 4      | Fernando Maia     |               |       |
| 5      | Marco Van Tonder  | porter        |       |
| 6      | Justin Da Costa   |               |       |
| 7      | Dean Boniface     |               |       |
| 8      | Miguel De Andrade |               |       |
| 9      | Richard Gonçalves |               |       |
| 10     | Raul Teixeira     | porter        |       |
|        | Joaquim Coimbra   | seleccionador |       |

### Xile
La selecció andina es va presentar a la Copa Amèrica amb les credencials d'haver quedat desena al Campionat del Món "A" 2005 i onzena al Campionat del Món "A" 2007. Però el seleccionador xilè, Rodolfo Oyola, va apostar en aquesta ocasió per un equip molt jove, concretament el que pocs dies després disputaria el Campionat del Món sub-20.
| Dorsal | Nom                 | Posició       | Equip                      |
| ------ | ------------------- | ------------- | -------------------------- |
| 1      | Miguel González     | porter        |                            |
| 2      | Diego Miranda       |               | CD Universidad Católica    |
| 3      | Nicolás Fernández   |               | Saint Mary Joseph HC       |
| 4      | Alonso Jiménez      |               | Liceo San Agustin          |
| 5      | Ricardo Cáceres     |               | CHP Estudiantil San Miguel |
| 6      | Nicolás Flores      |               | CH Thomas Bata             |
| 7      | Abraham Paredes     |               | CHP Estudiantil San Miguel |
| 8      | Juan Pablo la Torre |               |                            |
| 9      | Nicolás del Campo   |               | CD Universidad Católica    |
| 10     | Javier Villalobos   | porter        | Saint Mary Joseph HC       |
|        | Rodolfo Oyola       | seleccionador |                            |

## Fase Regular
Els horaris corresponen a l'hora de Brasil (zona horària: UTC-3), als Països Catalans són 4 hores més.

### Llegenda
A les taules següents:
| Pts = Punts totals PJ = Partits jugats PG = Partits guanyats PE = Partits empatats PP = Partits perduts GF = Gols a favor |  | GC = Gols en contra DG = Diferència de gols (GF-GC) Ressaltat en verd = Equip classificat per la segona fase. Ressaltat en vermell = Equip eliminat per la segona fase. (p) = Gol de penalti (fd) = Gol de falta directa |  |  |

### Classificació
| Equip        | Pts | PJ | PG | PE | PP | GF | GC | DG  |
| ------------ | --- | -- | -- | -- | -- | -- | -- | --- |
| Catalunya    | 18  | 6  | 6  | 0  | 0  | 48 | 5  | +43 |
| Brasil       | 13  | 6  | 4  | 1  | 1  | 33 | 15 | +18 |
| Argentina    | 11  | 6  | 3  | 2  | 1  | 47 | 18 | +29 |
| Xile         | 10  | 6  | 3  | 1  | 2  | 34 | 14 | +20 |
| Sud-àfrica   | 4   | 6  | 1  | 1  | 4  | 18 | 39 | -21 |
| Colòmbia     | 4   | 6  | 1  | 1  | 4  | 15 | 39 | -24 |
| Estats Units | 0   | 6  | 0  | 0  | 6  | 8  | 73 | -65 |

### Resultats[9]
| 29 d'octubre (17:30) |     |            |                                      |
| Xile                 | 8-1 | Sud-àfrica | Pavelló del Club Portuguès de Recife |
|                      |     |            | Pavelló del Club Portuguès de Recife |

| 29 d'octubre (18:45)    |
| Cerimònia d'inauguració |

| 29 d'octubre (19:30)            |               |                                                   |                                      |
| Argentina                       | 3-6           | Catalunya                                         | Pavelló del Club Portuguès de Recife |
| Roca 9' Morilla 13' Ordóñez 24' | [ 10 ] [ 11 ] | Mitjans 13' 33' 35' Tibau 24' Molet 26' Lladó 37' | Pavelló del Club Portuguès de Recife |

| 29 d'octubre (20:45) |     |              |                                      |
| Brasil               | 9-3 | Estats Units | Pavelló del Club Portuguès de Recife |
|                      |     |              | Pavelló del Club Portuguès de Recife |

| 30 d'octubre (08:30)                                                                 |               |            |                                      |
| Catalunya                                                                            | 10-1          | Sud-àfrica | Pavelló del Club Portuguès de Recife |
| Tibau 7', 24', 29' Molet 12', 18' Lladó 12' Masoliver 27', 27' Carbó 32' Mitjans 32' | [ 12 ] [ 13 ] | Maia 39'   | Pavelló del Club Portuguès de Recife |

| 30 d'octubre (10:00) |        |      |                                      |
| Argentina            | 1-1    | Xile | Pavelló del Club Portuguès de Recife |
|                      | [ 14 ] |      | Pavelló del Club Portuguès de Recife |

| 30 d'octubre (12:00) |     |          |                                      |
| Brasil               | 8-2 | Colòmbia | Pavelló del Club Portuguès de Recife |
|                      |     |          | Pavelló del Club Portuguès de Recife |

| 30 d'octubre (17:30) |        |              |                                      |
| Argentina            | 22-1   | Estats Units | Pavelló del Club Portuguès de Recife |
|                      | [ 14 ] |              | Pavelló del Club Portuguès de Recife |

| 30 d'octubre (19:30)                                                                           |                      |          |                                      |
| Catalunya                                                                                      | 11-0                 | Colòmbia | Pavelló del Club Portuguès de Recife |
| Mitjans 6' Molet 8', 31', 38' Lladó 9' Navarro 10' Tibau 11', 11', 27' Carbó 14' Masoliver 27' | [ 15 ] [ 16 ] [ 17 ] |          | Pavelló del Club Portuguès de Recife |

| 30 d'octubre (20:45) |     |      |                                      |
| Brasil               | 3-1 | Xile | Pavelló del Club Portuguès de Recife |
|                      |     |      | Pavelló del Club Portuguès de Recife |

| 31 d'octubre (08:30) |        |          |                                      |
| Argentina            | 9-3    | Colòmbia | Pavelló del Club Portuguès de Recife |
|                      | [ 18 ] |          | Pavelló del Club Portuguès de Recife |

| 31 d'octubre (10:00) |     |            |                                      |
| Brasil               | 7-2 | Sud-àfrica | Pavelló del Club Portuguès de Recife |
|                      |     |            | Pavelló del Club Portuguès de Recife |

| 31 d'octubre (12:00) |               | |                                                                                                 |
| Estats Units         | 0-13          | Catalunya                                                                                                | Pavelló del Club Portuguès de Recife Àrbitres: L. Agra i E. Díaz Assistència: 1.000 espectadors |
|                      | [ 19 ] [ 20 ] | Navarro 4', 11', 29' Casanovas 6' Masoliver 12', 16', 35' Molet 15', 32', 33' Tibau 26', 29' Mitjans 30' | Pavelló del Club Portuguès de Recife Àrbitres: L. Agra i E. Díaz Assistència: 1.000 espectadors |

| 31 d'octubre (17:30) |     |          |                                      |
| Xile                 | 8-3 | Colòmbia | Pavelló del Club Portuguès de Recife |
|                      |     |          | Pavelló del Club Portuguès de Recife |

| 31 d'octubre (19:30) |     |            |                                      |
| Estats Units         | 3-8 | Sud-àfrica | Pavelló del Club Portuguès de Recife |
|                      |     |            | Pavelló del Club Portuguès de Recife |

| 31 d'octubre (20:45) |        |           |                                      |
| Brasil               | 4-4    | Argentina | Pavelló del Club Portuguès de Recife |
|                      | [ 21 ] |           | Pavelló del Club Portuguès de Recife |

| 1 de novembre (08:30) |     |          |                                      |
| Estats Units          | 0-4 | Colòmbia | Pavelló del Club Portuguès de Recife |
|                       |     |          | Pavelló del Club Portuguès de Recife |

| 1 de novembre (10:00) |        |            |                                      |
| Argentina             | 8-3    | Sud-àfrica | Pavelló del Club Portuguès de Recife |
|                       | [ 21 ] |            | Pavelló del Club Portuguès de Recife |

| 1 de novembre (12:00) |        |                                                 |                                                                     |
| Xile                  | 1-5    | Catalunya                                       | Pavelló del Club Portuguès de Recife Àrbitres: L. Agra i L. Antonio |
| Miranda 12'           | [ 22 ] | Tibau 9' Mitjans 13', 17' Navarro 28' Molet 36' | Pavelló del Club Portuguès de Recife Àrbitres: L. Agra i L. Antonio |

| 1 de novembre (17:30) |     |          |                                      |
| Sud-àfrica            | 3-3 | Colòmbia | Pavelló del Club Portuguès de Recife |
|                       |     |          | Pavelló del Club Portuguès de Recife |

| 1 de novembre (19:30) |      |              |                                      |
| Xile                  | 15-1 | Estats Units | Pavelló del Club Portuguès de Recife |
|                       |      |              | Pavelló del Club Portuguès de Recife |

| 1 de novembre (20:45) |               |                               |                                                                    |
| Brasil                | 0-3           | Catalunya                     | Pavelló del Club Portuguès de Recife Àrbitres: L. Agra i G. Gorina |
|                       | [ 23 ] [ 24 ] | Carbó 3' Lladó 7' Mitjans 29' | Pavelló del Club Portuguès de Recife Àrbitres: L. Agra i G. Gorina |

## Fase Final
|  | Semifinals                                                  | Semifinals                                                  |   |                                                             | Final                                                       | Final |
|  |                                                             |                                                             |   |                                                             |                                                             |       |
|  | 2 de novembre - Recife Pavelló del Club Portuguès de Recife |                                                             |   |                                                             |                                                             |       |
|  | Catalunya                                                   | 2                                                           |   |                                                             |                                                             |       |
|  | Xile                                                        | 1                                                           |   |                                                             |                                                             |       |
|  |                                                             |                                                             |   |                                                             |                                                             |       |
|  |                                                             |                                                             |   |                                                             | 3 de novembre - Recife Pavelló del Club Portuguès de Recife |       |
|  |                                                             |                                                             |   |                                                             | Catalunya                                                   | 2     |
|  |                                                             | Argentina                                                   | 4 |                                                             |                                                             |       |
|  |                                                             |                                                             |   |                                                             |                                                             |       |
|  |                                                             |                                                             |   |                                                             |                                                             |       |
|  |                                                             |                                                             |   |                                                             | Tercer lloc                                                 |       |
|  | 2 de novembre - Recife Pavelló del Club Portuguès de Recife | 2 de novembre - Recife Pavelló del Club Portuguès de Recife |   | 3 de novembre - Recife Pavelló del Club Portuguès de Recife | 3 de novembre - Recife Pavelló del Club Portuguès de Recife |       |
|  | Brasil                                                      | 5                                                           |   | Brasil                                                      | 8                                                           |       |
|  | Argentina                                                   | 6                                                           |   |                                                             | Xile                                                        | 1     |

### Del cinquè al setè lloc
| 2 de novembre (10:30) |     |              |                                      |
| Colòmbia              | 9-4 | Estats Units | Pavelló del Club Portuguès de Recife |
|                       |     |              | Pavelló del Club Portuguès de Recife |

| 2 de novembre (17:00) |     |              |                                      |
| Sud-àfrica            | 8-5 | Estats Units | Pavelló del Club Portuguès de Recife |
|                       |     |              | Pavelló del Club Portuguès de Recife |

### Semifinals
| 2 de novembre (20:15) |               |               |                                                                  |
| Catalunya             | 2-1           | Xile          | Pavelló del Club Portuguès de Recife Àrbitres: L. Agra i J. Jost |
| Molet 23', 42'        | [ 25 ] [ 26 ] | Fernández 29' | Pavelló del Club Portuguès de Recife Àrbitres: L. Agra i J. Jost |

| 2 de novembre (20:15)            |     |                                                                    |                                      |
| Brasil                           | 5-6 | Argentina                                                          | Pavelló del Club Portuguès de Recife |
| Cláudio Selva (3) y Breno Vieira |     | Lucas Ordóñez (2) Francisco Roca (2) Pablo Saavedra Lucas Martínez | Pavelló del Club Portuguès de Recife |

### Cinquè i sisè lloc
| 3 de novembre (19:00) |     |          |                                      |
| Sud-àfrica            | 5-5 | Colòmbia | Pavelló del Club Portuguès de Recife |
|                       |     |          | Pavelló del Club Portuguès de Recife |

### Tercer i quart lloc
| 3 de novembre (20:15) |     |      |                                      |
| Brasil                | 8-1 | Xile | Pavelló del Club Portuguès de Recife |
|                       |     |      | Pavelló del Club Portuguès de Recife |

### Final
| 3 de novembre (21:30)     |               |                                           |                                                                     |
| Catalunya                 | 2-4           | Argentina                                 | Pavelló del Club Portuguès de Recife Àrbitres: L. Agra i L. Antonio |
| Navarro 18' Masoliver 22' | [ 27 ] [ 28 ] | Morilla 12' Martínez 22' Ordóñez 29', 38' | Pavelló del Club Portuguès de Recife Àrbitres: L. Agra i L. Antonio |

| Argentina        |
| Campió ARGENTINA |

## Classificació final
| Equip | Equip        | Pts | PJ | PG | PE | PP | GF | GC | DG  | Rend  |
| ----- | ------------ | --- | -- | -- | -- | -- | -- | -- | --- | ----- |
| 1r    | Argentina    | 12  | 8  | 5  | 2  | 1  | 57 | 25 | +32 | 75%   |
| 2n    | Catalunya    | 14  | 8  | 7  | 0  | 1  | 52 | 10 | +42 | 87,5% |
| 3r    | Brasil       | 11  | 8  | 5  | 1  | 2  | 46 | 22 | +24 | 68,7% |
| 4t    | Xile         | 7   | 8  | 3  | 1  | 4  | 36 | 24 | +12 | 43,7% |
| 5è    | Colòmbia     | 6   | 8  | 2  | 2  | 4  | 29 | 48 | -19 | 37,5% |
| 6è    | Sud-àfrica   | 6   | 8  | 2  | 2  | 4  | 29 | 49 | -20 | 37,5% |
| 7è    | Estats Units | 0   | 8  | 0  | 0  | 8  | 17 | 90 | -73 | 0%    |

## Màxims golejadors[29]
| Jugador                  | Selecció   | Gols |
| ------------------------ | ---------- | ---- |
| Pablo Saavedra           | Argentina  | 16   |
| Lucas Ordóñez            | Argentina  | 13   |
| Jordi Molet              | Catalunya  | 12   |
| Claudio Araujo           | Sud-àfrica | 11   |
| Ivan Tibau               | Catalunya  | 10   |
| Bruno Matos              | Brasil     | 9    |
| Kleber Gembre            | Brasil     | 9    |
| Nicolás Fernández        | Xile       | 8    |
| Eloi Mitjans             | Catalunya  | 7    |
| Miquel Masoliver         | Catalunya  | 7    |
| Lucas Escaray            | Argentina  | 6    |
| Jurandir da Silva "Didí" | Brasil     | 6    |

## Premis
- Màxim golejador:  Pablo Saavedra
- Millor jugador:  Lucas Ordóñez
- Millor porter:  Octavi Tarrés
- Premi al joc net:  Colòmbia